# Jean-Joseph Regnault-Warin
Jean-Baptiste-Joseph Junbient Philadelphe Regnault-Warin (28 de diciembre de 1773, Bar-le-Duc - 4 de noviembre de 1844, París) fue un novelista, dramaturgo y panfletista francés de los siglos XVII y XIX.

## Obras principales
- Éléments de politique, 1790 ;
- La Constitution française mise à la portée de tout le monde, 2 vol. in-8°, Paris 1791 ;
- Éloge de Mirabeau ;
- Vie de J. Pétion, maire de Paris : Cours d’études encyclopédique ;
- La Caverne de Strozi ;
- Homéo et Juliette, historical novel ;
- Le Cimetière de la Madeleine, 4 vol. in-12, Paris, 1800 ; (the book which had several printings was translated into different languages.)
- La Jeunesse de Figaro ;
- Le Tonneau de Diogène, 2 vol. in-12 ;
- Les Prisonniers du Temple, sequel to Cimetière de la Madeleine, 3 vol. in-12 ;
- Le Paquebot de Calais à Douvres, roman politique et moral, in 12, 1802 ; (police authorized the publication only with many warnings inserted.)
- Spinalba, novel, 4 vol. in-12,1803 ;
- L’Homme au masque de fer, 4 vol. in-12, 1804 ;
- Loisirs littéraires, 1804 ;
- Mme de Maintenon, 4 vol. in-12 ;
- Henri II, duc de Montmorency, maréchal de France, historical novel, in-8°, 1815 ;
- L’Esprit de Mme de Staël, 2 vol. in-8° ;
- Biographie héroïque, in-12. 1818;
- Mémoires et Correspondance de l’impératrice Joséphine, 2 vol. in-8° ; (this book was disowned by Prince Eugène Beauharnais).
- Les Carbonari, ou le Livre de sang, 2 vol. in-12 ;
- Mémoires pour servir à la vie de Lafayette, 2 vol in-8°, 1824 ;
- Chronique indiscrète du XIXe, in-8°, 1825.